# Wiesenbronn
Wiesenbronn är en kommun och ort i Landkreis Kitzingen i Regierungsbezirk Unterfranken i förbundslandet Bayern i Tyskland.
Kommunen ingår i kommunalförbundet Großlangheim tillsammans med köpingarna Großlangheim och Kleinlangheim.